# Concussion
Pour les articles homonymes, voir Concussion.
En droit français, la concussion est l'infraction consistant, pour des fonctionnaires ou des officiers publics, à percevoir, exiger ou recevoir ce qu'ils savent n'être pas dû ou excéder ce qui est dû pour droits, taxes, contributions, deniers ou revenus, ou pour salaires et traitements.
Plus globalement, il s'agit d'une malversation dans l'exercice d'une fonction publique, particulièrement dans le maniement des deniers publics.

## Histoire

### Antiquité romaine
Le terme concussion provient du latin concussio ; de concussum, supin de concussere : « secouer ») : au sens étymologique du terme, « secousse », « ébranlement » et, au sens figuré, une « extorsion, exaction commise par la  force ».
La définition exacte de la concussion en droit romain n'est pas connue ; on ne peut tenter de déduire sa portée que d’après les exemples que donnent les textes antiques. La concussion serait le crime d'extorsion sans violence commis par un particulier ou un fonctionnaire, usant d'intimidation ou prétextant des pouvoirs fictifs, ou abusant de pouvoirs réels.

### Temps modernes
Passible sous l'Ancien Régime de la peine capitale, la concussion n'est plus aujourd'hui frappée que d'emprisonnement, suivant la qualité du coupable et l'importance des sommes indûment exigées ou reçues. L'histoire a retenu le nom des coupables de concussion suivants :
- Dante Alighieri, condamné au bûcher en 1302 à Florence, est finalement contraint à l'exil ;
- Giraud Gayte, trésorier de Philippe V le Long, meurt sous la torture au palais du Louvre en 1322 et son corps est exhibé à Montfaucon ;
- Hugues de Courcy (second président du Parlement de Paris) est pendu en 1336 au gibet de Montfaucon ;
- Jacques de Beaune, surintendant des finances de François Ier, accusé d'avoir détourné de fortes sommes, est pendu à Montfaucon en 1527. Il est par la suite réhabilité ;
- Blaise de Monluc, lieutenant-général de Guyenne, est accusé d'avoir détourné à son profit l'argent royal ainsi que les biens des huguenots de Guyenne après la paix de Saint-Germain (1570). C'est pour répondre à ces accusations qu'il rédige ses célèbres Commentaires ;
- Francis Bacon, philosophe, est condamné en 1621 en Angleterre à être emprisonné dans la tour de Londres ;
- Nicolas Fouquet, surintendant des finances, est disgracié par Louis XIV et, au terme d'un long procès (1662-1664), est conduit en détention à la forteresse de Pignerol,  où il meurt ;
- Fabre d'Églantine est condamné et guillotiné en 1794, pendant la Révolution française.

### Époque actuelle
Le code pénal français punit comme coupables de concussion les fonctionnaires ou officiers publics ainsi que leurs commis ou préposés qui ordonnent de percevoir, exigent ou reçoivent ce qu'ils savent « n'être pas dû ou excéder ce qui est dû pour droits, taxes, contributions, deniers ou revenus, ou pour salaires et traitements », ou, à l'inverse, qui « accordent sous une forme quelconque et pour quelque motif que ce soit une exonération ou franchise des droits, contributions, impôts ou taxes publics en violation des textes légaux ou réglementaires ». Le code pénal, en son article 432-10, définit ce délit et le sanctionne d'une peine d'emprisonnement de cinq ans assortie d'une amende de 500 000 euros.